# Don Was
Don Was (* jako Don Fagenson; 13. září 1952 Detroit, Michigan, USA) je americký hudební producent, baskytarista a zpěvák. Od roku 1979 je členem skupiny Was (Not Was). Jeho synem je bubeník Tony Fagenson ze skupiny Eve 6.
V lednu 2012 byl jmenován prezidentem vydavatelství Blue Note Records.

## Výběr z diskografie
- 1985: Spoiled Girl – Carly Simon
- 1989: Nick of Time – Bonnie Raitt
- 1989: Cosmic Thing – The B-52s
- 1990: Take it to Heart – Michael McDonald
- 1990: Brick by Brick – Iggy Pop
- 1990: Under the Red Sky – Bob Dylan
- 1990: "To Be Continued... – Elton John
- 1991: Luck of the Draw – Bonnie Raitt
- 1991: The Fire Inside – Bob Seger
- 1992: Arkansas Traveler – Michelle Shocked
- 1992: Time Takes Time – Ringo Starr
- 1992: Good Stuff – The B-52s
- 1992: Strange Weather – Glenn Frey
- 1992: King of Hearts – Roy Orbison
- 1993: Across the Borderline – Willie Nelson
- 1993: Thousand Roads – David Crosby
- 1993: I'm Alive – Jackson Browne
- 1994: Longing in Their Hearts – Bonnie Raitt
- 1994: Voodoo Lounge – The Rolling Stones
- 1995: I Just Wasn't Made for These Times – Brian Wilson
- 1995: Road Tested – Bonnie Raitt
- 1995: Stripped – The Rolling Stones
- 1996: The Restless Kind – Travis Tritt
- 1997: Bridges to Babylon – The Rolling Stones
- 1997: Undiscovered Soul – Richie Sambora
- 1999: Suicaine Gratifaction – Paul Westerberg
- 1999: Spirit of Music – Ziggy Marley
- 1999: Avenue B – Iggy Pop
- 2000: Maroon - Barenaked Ladies
- 2001: Lions – The Black Crowes
- 2004: Live Licks – The Rolling Stones
- 2005: Countryman – Willie Nelson
- 2005: A Bigger Bang – The Rolling Stones
- 2006: This Old Road – Kris Kristofferson
- 2008: Last Days at the Lodge – Amos Lee
- 2008: Tennessee Pusher – Old Crow Medicine Show
- 2009: The Excitement Plan – Todd Snider
- 2009: Closer to the Bone – Kris Kristofferson
- 2010: Y Not – Ringo Starr
- 2010: Stone Temple Pilots – Stone Temple Pilots
- 2010: The Union – Elton John/Leon Russell
- 2011: Blessed – Lucinda Williams
- 2012: Born and Raised – John Mayer
- 2012: The Promise – Mitch Ryder
- 2012: Ringo 2012 – Ringo Starr